# 塔里木沙拐枣
塔里木沙拐枣（学名：Calligonum roborovskii）是蓼科沙拐枣属的植物，是中国的特有植物。分布在中国大陆的新疆、甘肃等地，生长于海拔900米至1,500米的地区，常生于冲积平原、砾石荒漠中沙截上、洪积扇砂砾质荒漠以及干河谷，目前尚未由人工引种栽培。